# Волейбол на летних Олимпийских играх 2008 (составы, мужчины)
В соревнованиях по волейболу среди мужчин на летних Олимпийских играх 2008 приняли участие 12 команд по 12 человек.
Клубы игроков указаны на 10 августа 2008 года, когда начались соревнования. В столбце «Очки» указано общее количество набранных очков, в скобках — количество очков в атаке, на блоке и с подачи.

## Группа A

### Болгария
Главный тренер:  Мартин Стоев

### Венесуэла
Главный тренер:  Рикардо Навахос

### Италия
Главный тренер:  Андреа Анастази

### Китай
Главный тренер:  Чжоу Цзяньань

### США
Главный тренер:  Хью Маккатчен

### Япония
Главный тренер:  Тацуя Уэта

## Группа В

### Бразилия
Главный тренер:  Бернардо Резенде (Бернардиньо)

### Германия
Главный тренер:  Штелиан Мокулеску

### Египет
Главный тренер:  Закария Ахмед

### Польша
Главный тренер:  Рауль Лосано

### Россия
Главный тренер:  Владимир Алекно

### Сербия
Главный тренер:  Игор Колакович